# Ya'akov Asher
Pour les articles homonymes, voir Asher (homonymie).
Ya'akov Asher (hébreu : יַעֲקֹב אָשֵׁר), né le 2 juillet 1965, est un rabbin et homme politique israélien, député à la Knesset et membre du parti ultra-orthodoxe Degel HaTorah.
Député au sein de la coalition du Judaïsme unifié de la Torah entre 2013 et 2015, puis depuis 2016, il fut également maire de la ville de Bnei Brak entre 2008 et 2013.

## Biographie
Ya'akov Asher est né et a grandi à Ramat Gan. Il a servi dans l'Armée de défense d'Israël. Il est marié et père de sept enfants.
Il s'est d'abord présenté à la mairie d'El'ad, mais a perdu face à Tzuriel Krispel. En 2008, il devient maire de Bnei Brak, après 19 ans au conseil municipal. Il devient maire sans élection à la suite d'un accord entre les deux partis Degel HaTorah et Agoudat Israel pour partager le poste de maire en alternance, il reste en fonction jusqu'en 2013.
Lors des élections de janvier 2013, Ya'akov Asher est placé septième sur la liste de la coalition du Judaïsme unifié de la Torah, il est élu à la Knesset pour la première fois, tandis que l'alliance remporte sept sièges. Son élection à la Knesset l'a obligé à démissionner de sa fonction de maire.
Lors des élections de mars 2015, Ya'akov Asher est à nouveau placé septième sur la liste du Judaïsme unifié de la Torah, mais perd son siège tandis que la coalition ne remporte seulement que six sièges. Néanmoins, il réintègre la Knesset en mai 2016 en remplacement de Meir Porush, celui-ci ayant démissionné de son mandat dans le cadre de l'accord de rotation des sièges entre les partis orthodoxes au sein de la coalition. 
Depuis les élections d'avril 2019, il est constamment réélu, la coalition restant toujours à 7 sièges remportés.